# Перетворення Лоренца

Дві системи відліку, одна з яких рухається зі швидкістю відносно іншої

Перетворення Лоренца — лінійні перетворення координат простору Мінковського, що залишають незмінним просторово-часовий інтервал. Перетворення Лоренца пов'язують координати подій в різних інерційних системах відліку та мають фундаментальне значення в фізиці. Інваріантність фізичної теорії відносно перетворень Лоренца, або загальна коваріантність, є необхідною умовою достовірності цієї теорії.

## Формулювання
Найбільш розповсюджена форма запису перетворень Лоренца зв'язує координати події в інерційній системі відліку K з координатами тієї ж події в системі K′, яка рухається відносно K зі швидкістю V вздовж осі x:
{\displaystyle x'={\frac {x-Vt}{\sqrt {1-{\frac {V^{2}}{c^{2}}}}}},\quad y'=y,\quad z'=z,\quad t'={\frac {t-(V/c^{2})x}{\sqrt {1-{\frac {V^{2}}{c^{2}}}}}}},
де x, y, z, t — координати події в системі K; x′, y′, z′, t′ — координати тієї ж події в системі K′; V — відносна швидкість двох систем; c — швидкість світла.
Зворотні формули (перехід від системи K′ до K) можна отримати заміною V → -V:
{\displaystyle x={\frac {x'+Vt'}{\sqrt {1-{\frac {V^{2}}{c^{2}}}}}},\quad y=y',\quad z=z',\quad t={\frac {t'+(V/c^{2})x'}{\sqrt {1-{\frac {V^{2}}{c^{2}}}}}}}.

## Властивості перетворень Лоренца
З формул перетворень легко побачити, що при граничному переході {\displaystyle c\to \infty } до класичної механіки або — що те ж саме — при швидкостях значно менших швидкості світла формули перетворення Лоренца переходять в перетворення Галілея за принципом відповідності.
При V > c координати x, t стають уявними, що означає той факт, що рух зі швидкістю, більшою за швидкість світла в вакуумі, неможливий. Неможливо навіть використовувати систему відліку, яка б рухалась зі швидкістю світла, бо тоді знаменники у формулах дорівнювали б нулю.
На відміну від перетворень Галілея, перетворення Лоренца некомутативні: результат двох послідовних перетворень Лоренца залежить від їхнього порядку. Це можна побачити з формального тлумачення перетворень Лоренца як обертань чотиривимірної системи координат, де, як відомо, результат двох обертань навколо різних осей залежить від порядку їх виконання. Винятком з цього правила є лише перетворення з паралельними векторами швидкостей V1||V2, які еквівалентні поворотам системи координат відносно однієї осі.

## Історична довідка
Поштовхом до відкриття перетворень Лоренца послужив нульовий результат інтерференційного експерименту Майкельсона — Морлі. Для усунення виявлених труднощів теорії ефіру Лоренц припустив, що всі тіла при поступальному русі змінюють свої розміри, а саме, що зменшення розмірів тіла в напрямку руху визначається множником {\displaystyle \varkappa {\sqrt {1-v^{2}/c^{2}}}}, де {\displaystyle \varkappa } — зменшення розмірів в напрямку, перпендикулярному руху тіла. Необхідно було органічно ввести це зменшення розмірів у теорію.
Формули, що відомі зараз як перетворення Лоренца, першим вивів Джозеф Лармор в 1900 році, таким чином він врахував зміну масштабу часу при русі. 1904 року Лоренц довів інваріантність рівнянь Максвелла відносно таких перетворень, але в них ще входив невизначений множник {\displaystyle \varkappa } та різні інерційні системи не розглядалися повністю рівноправними.
В 1905 Анрі Пуанкаре виправив прогалини в праці Лоренца та досяг повної коваріантності електродинаміки. Принцип відносності був визначений ним як загальне та строге положення. Саме в працях Пуанкаре вперше трапляються назви перетворення Лоренца та група Лоренца.

## Виведення
В рамках основного виведення використовуються чотири аксіоми.

## Форми запису перетворень Лоренца

### Матричний запис перетворень Лоренца
Часто, особливо в англомовній літературі, перетворення Лоренца записують у вигляді матриці повороту ||Λα′β||, що переводить компоненти 4-вектора xβ системи K в компоненти 4-вектора xα′ = Λα′βxβ, системи K′:
{\displaystyle {\begin{bmatrix}ct'\\x'\\y'\\z'\end{bmatrix}}={\begin{bmatrix}{\frac {1}{\sqrt {1-V^{2}/c^{2}}}}&-{\frac {V/c}{\sqrt {1-V^{2}/c^{2}}}}&0&0\\-{\frac {V/c}{\sqrt {1-V^{2}/c^{2}}}}&{\frac {1}{\sqrt {1-V^{2}/c^{2}}}}&0&0\\0&0&1&0\\0&0&0&1\\\end{bmatrix}}{\begin{bmatrix}ct\\x\\y\\z\end{bmatrix}}}.

### Формули перетворень Лоренца з довільною орієнтацією осей систем
У випадку коли осі x координатних систем не паралельні швидкості формули перетворення були отримані Герглотцем у 1911 році. Для виводу цих формул зручно розділити радіус-вектор частки r в системі K на компоненту r||, яка паралельна швидкості V відносного руху інерціальних систем, та компоненту r⊥, яка перпендикулярна V. Тоді при переході до іншої системи K′ буде змінюватись тільки паралельна складова r||:
{\displaystyle \mathbf {r_{\|}'} ={\frac {\mathbf {r_{\|}} -\mathbf {V} t}{\sqrt {1-{\frac {V^{2}}{c^{2}}}}}},\quad \mathbf {r_{\perp }'} =\mathbf {r_{\perp }} ,\quad t'={\frac {t-(\mathbf {V,r_{\|}} )/c^{2}}{\sqrt {1-{\frac {V^{2}}{c^{2}}}}}}}
Остаточно для радіус-вектора частки в системі K′ r′ = r′|| + r′⊥ формули будуть виглядати так:
{\displaystyle \mathbf {r'} =\mathbf {r} +{\frac {1}{V^{2}}}\left({\frac {1}{\sqrt {1-V^{2}/c^{2}}}}-1\right)(\mathbf {r,V} )\mathbf {V} -{\frac {\mathbf {V} t}{\sqrt {1-V^{2}/c^{2}}}}},
{\displaystyle t'={\frac {t-(1/c^{2})(\mathbf {r,V} )}{\sqrt {1-V^{2}/c^{2}}}}}.

### Гіперболічна форма запису
З математичного погляду інтервал між двома подіями ((Δx)²+(Δy)²+(Δz)²-(cΔt)²) можна розглядати як аналог «відстані» між двома точками в чотиривимірному просторі Мінковського. Отже, згідно з визначенням, перетворення Лоренца мають зберігати незмінним будь-який інтервал у цьому просторі. Лінійними перетвореннями з такими властивостями є лише паралельні переноси та обертання системи координат. Паралельні переноси та обертання в площинах xy, yz, zx зводяться до переносу початку відліку простору та часу і звичайних просторових поворотів. Останні (повороти системи координат у трьох площинах tx, ty, tz) і є перетвореннями Лоренца.
Якщо ввести «кут повороту» ψ, такий що
{\displaystyle {\text{sh}}\,\psi ={\frac {V/c}{\sqrt {1-V^{2}/c^{2}}}},\quad {\text{ch}}\,\psi ={\frac {1}{\sqrt {1-V^{2}/c^{2}}}}},
то перетворення Лоренца для систем K та K′ із паралельними осями можна записати в гіперболічній формі:
ct′ = -x shψ + ct chψ,
x′ = x chψ — ct shψ,
y′ = y,
z′ = z.
Ці формули відрізняються від звичних формул перетворення координат при поворотах (в евклідовому просторі) заміною тригонометричних функцій гіперболічними. У цьому виявляються відмінність псевдоевклідового простору Мінковського від звичайного евклідового.

## Перетворення Лоренца для електромагнітного поля
Релятивістські перетворення для компонент векторів {\displaystyle \ \mathbf {E} ,\mathbf {B} } тензора електромагнітного поля при переході від однієї ІСВ до іншої у псевдоевклідовому просторі-часі:
{\displaystyle \ \mathbf {E} '=\gamma \left(\mathbf {E} +{\frac {1}{c}}[\mathbf {u} \times \mathbf {B} ]\right)-\Gamma {\frac {\mathbf {u} }{c^{2}}}(\mathbf {u} \cdot \mathbf {E} )},
{\displaystyle \ \mathbf {B} '=\gamma \left(\mathbf {B} -{\frac {1}{c}}[\mathbf {u} \times \mathbf {E} ]\right)-\Gamma {\frac {\mathbf {u} }{c^{2}}}(\mathbf {u} \cdot \mathbf {B} )},
де {\displaystyle \ \mathbf {u} =const} - вектор відносної швидкості між ІСВ,
{\displaystyle \ \Gamma ={\frac {\gamma ^{2}}{1+\gamma }}={\frac {\gamma -1}{\frac {u^{2}}{c^{2}}}}}.
Перетворення можна отримати, маючи вираз для сили Лоренца та вираз для перетворення 3-вектора сили при переході між ІСВ:
{\displaystyle \ \mathbf {F} =q\mathbf {E} +{\frac {q}{c}}[\mathbf {v} \times \mathbf {B} ]\qquad (.1)}.
{\displaystyle \ {\frac {\mathbf {F} }{\gamma \left(1-{\frac {(\mathbf {u} \cdot \mathbf {v} )}{c^{2}}}\right)}}=\mathbf {F} '-\gamma {\frac {\mathbf {u} }{c^{2}}}(\mathbf {v} '\cdot \mathbf {F} ')+\Gamma {\frac {\mathbf {u} }{c^{2}}}(\mathbf {u} \cdot \mathbf {F} ')\qquad (.2)}.
Із перетворень видно, що вектори напруженості та індукції не є компонентами будь-яких 4-векторів, а входять до деякого антисиметричного 4-тензору (перетворення саме такого вигляду можна отримати у рамках СТВ для антисиметричних тензорів).

## Перетворення Лоренца для загального поля
Довільні стани невзаємодіючої багачастинкової системи (стани Фока) у КТП перетворюються за правилом

| {\displaystyle {\begin{aligned}&U(\Lambda ,a)\Psi _{p_{1}\sigma _{1}n_{1};p_{2}\sigma _{2}n_{2};\cdots }\\={}&e^{-ia_{\mu }\left[(\Lambda p_{1})^{\mu }+(\Lambda p_{2})^{\mu }+\cdots \right]}{\sqrt {\frac {(\Lambda p_{1})^{0}(\Lambda p_{2})^{0}\cdots }{p_{1}^{0}p_{2}^{0}\cdots }}}\left(\sum _{\sigma _{1}'\sigma _{2}'\cdots }D_{\sigma _{1}'\sigma _{1}}^{(j_{1})}\left[W(\Lambda ,p_{1})\right]D_{\sigma _{2}'\sigma _{2}}^{(j_{2})}\left[W(\Lambda ,p_{2})\right]\cdots \right)\Psi _{\Lambda p_{1}\sigma _{1}'n_{1};\Lambda p_{2}\sigma _{2}'n_{2};\cdots },\end{aligned}}} | \| \| \| \| \| \| \| \| | ( 1 ) |
| |                         |       |
| |                         |       |
де: W(Λ, p) — поворот Вігнера і D(j) — (2j + 1)-вимірне представлення SO(3).